# Eter (element clasic)
În filozofia antică și medievală eterul (în greacă αἰθήρ aithēr) era unul din elementele fundamentale ale universului, element care umplea spațiul deasupra cerului.